# Karkaar
Karkaar oder Karkar ist eine Verwaltungsregion des de facto autonomen Puntland an der Küste des Indischen Ozean im Nordosten von Somalia.
Der Name ist vom Karkaar-Gebirge abgeleitet, einer Kette von schroffen Bergen im Nordosten Somalias, die sich von Westen nach Osten durch die Region Bari zieht und ungefähr die Grenze zur Region Bari im Norden bildet.
Die Region ist in drei Distrikte um die Städte Bandarbeyla, Hafun und Qardho unterteilt.
In der Verwaltungsgliederung Somalias gehört das Gebiet von Karkaar noch zur Region Bari.